# Nebreda
Nebreda è un comune spagnolo di 68 abitanti situato nella comunità autonoma di Castiglia e León.